# Arthrovertex leucaena
Arthrovertex leucaena är en kvalsterart som beskrevs av Corpuz-Raros 1991. Arthrovertex leucaena ingår i släktet Arthrovertex och familjen Scutoverticidae. Inga underarter finns listade i Catalogue of Life.